# Microsoft Management Console
Konsola zarządzania, zarządzanie komputerem, MMC (ang. Microsoft Management Console, Computer Management)  – składnik systemu Windows 2000 i nowszych z rodziny systemów operacyjnych Windows NT, które zapewnia administratorom i zaawansowanym użytkownikom elastyczny interfejs, przez który mogą konfigurować i monitorować system.
Zarządzanie komputerem jest realizowane przez zestaw dodatków (tzw. przystawek, ang. snap-ins) takich jak:
- certyfikaty
- defragmentator dysków
- folder
- foldery udostępnione
- formant ActiveX
- harmonogram zadań
- konfiguracja i analiza zabezpieczeń
- konfiguracja klienta ochrony dostępu do sieci
- łącze adresu internetowego
- menedżer autoryzacji
- menedżer urządzeń
- monitor wydajności
- monitor zabezpieczeń IP
- podgląd zdarzeń
- sterowanie usługą WMI
- szablony zabezpieczeń
- usługi
- usługi składowe
- użytkownicy i grupy lokalne
- zapora systemu Windows z zabezpieczeniami zaawansowanymi
- zarządzanie dyskami
- zarządzanie komputerem
- zarządzanie modułem TPM
- zarządzanie zasadami zabezpieczeń IP.

Przez zarządzanie komputerem można również nadzorować zupełnie inne komputery z systemem Windows w sieci lokalnej, do których użytkownik ma dostęp, skonfigurowane w sposób pozwalający na zdalne monitorowanie i konfigurację.

## Historia wersji
- MMC 1.0, dystrybuowany z systemem Windows NT 4.0 Option Pack.
- MMC 1.1, dystrybuowany wraz z SQL Server 7.0 i Systems Management Server 2.0, a także udostępniony do pobrania w wersji dla Windows 9x i Windows NT.
- MMC 1.2, dystrybuowany z systemem Windows 2000
- MMC 2.0, dystrybuowany z systemem Windows XP oraz z Windows Server 2003
- MMC 3.0, dystrybuowany z systemami Windows Server 2003 SP2, Windows Server 2003 R2